# 椿色バラッド
『椿色バラッド』（つばきいろバラッド）は、皇ハマオによる日本の漫画作品。マッグガーデン『月刊コミックブレイド』で2010年8月号から2012年2月号まで連載。

## 登場人物

### 警察官候補生
愛染椿（あいぜん つばき）
本作の主人公。捨てられたところをかの子に見つけられたことで、人を助けられる人（＝警察官）を目指す少女。快活で可憐だが、困っている人を見逃せない性分を持っている。その後、警察官候補生の1人となり、4人組の中では季節の春を担う。
杜野桔梗（もりの ききょう）
袴田警部の推薦で警察官を目指す小悪魔系の少女。4人組の中では季節の夏を担い、電報より速い足で他の警官に通達する事が可能。
神山小菊（かみやま こぎく）
季節の内の秋を担う警察官候補生の1人。幼少の頃から日本とアメリカを行き来している帰国子女で他国とのパイプ役を担う為に警察官を目指しているが、プライドが高い分他の候補者と衝突する事が多い。
羽水仙花（うすい せんか）
季節の内の冬を担う警察官候補生の一人。冷静沈着で剣の腕前を持つ。

### その他
前田かの子（まえだ かのこ）
高等女学校に通う内気な少女。椿の行動力に驚く一方、実家に怯える一面を持っている。

## 単行本
1. 2011年3月10日発売 ISBN 978-4861278372
2. 2011年9月10日発売 ISBN 978-4861278921
3. 2012年3月10日発売 ISBN 978-4861279591